# Norbert Stöbe
Norbert Stöbe (* 25. Oktober 1953 in Troisdorf) ist ein deutscher Übersetzer und Science-Fiction-Schriftsteller.

## Leben
Norbert Stöbe studierte zunächst Ethnologie und Soziologie in Bonn. Nach einer Ausbildung zum chemisch-technischen Assistenten in Reutlingen schloss er von 1977 bis 1988 ein Chemiestudium an der RWTH in Aachen an. 1982 begann er mit dem Schreiben belletristischer Texte. Ab 1989 arbeitete er am Institut Textilchemie und Makromolekulare Chemie der RWTH Aachen, nebenher begann er mit seiner Übersetzertätigkeit, die er 1995 durch eine Fortbildung im Übersetzerkollegium vertiefte.
Stöbe übertrug unter anderem Werke von James Rollins, Alastair Reynolds, Ken MacLeod, Philip K. Dick und Patrick Woodrow ins Deutsche. Er erhielt zweimal den Kurd-Laßwitz-Preis, 1988 für seinen Roman New York ist himmlisch, sowie 1995 für seine Erzählung Der Durst der Stadt. Seine Kurzgeschichte Zehn Punkte wurde 1992 mit dem Deutschen Science Fiction Preis ausgezeichnet. Nach seinen frühen SF-Romanen veröffentlichte er seit 1995 nur noch gegenwartsbezogene Texte. Erst ab 2009 erschienen wieder zahlreiche Storys und Erzählungen in Zeitschriften und als E-Book, 2014 dann der SF-Roman Morgenröte bei Heyne.
Seit 2005 lebt Stöbe in Stolberg-Dorff.

## Werke (Auswahl)
- Spielzeit, Roman, Heyne, München 1986
- New York ist himmlisch, Roman, Fabylon, München 1988
- Namenlos, Roman, Heyne, München 1989
- Der Weg nach unten, Roman, Heyne, München 1991
- Morgenröte, Roman, Heyne, München 2014
- Kolonie, Roman, Heyne, München 2017, ISBN 978-3-453-31800-7
- Kleiner Drache, p.machinery, Winnert 2020, ISBN 978-3-95765-220-1

## Übersetzungen (Auswahl)
- Das zweite Spiel von Ken Grimwood, 1994
- Das kleine Land (OT: Little Country von Charles de Lint, erschienen in zwei Teilen beim Heyne Verlag 1995)
  1. Das verborgene Volk
  2. Die vergessene Musik
- Das Blut der Rosen von Tanith Lee, 1995
  1. Der dunkle Engel
  2. Der Gott des Waldes
- Trugbilder von Paula Volsky, 1997
- Barbaren-Trilogie von Sean Russell, 2000/2001
  1. Der Erleuchtete
  2. Wolkensammler
  3. Der goldene Khan
- Operation Elite von Matthew Reilly, 2005
- Das Orakel vom Berge von Philip K. Dick, 2008, Neuausgabe 2014
- Die Flut (OT: Down the Flood von Kenneth Abel), erschienen bei Rowohlt 2009

## Preise und Auszeichnungen
- Bertelsmann-Förderpreis 1985
- Kurd-Laßwitz-Preis 1988 für New York ist himmlisch
- Deutscher Science Fiction Preis 1992 für Zehn Punkte
- Kurd-Laßwitz-Preis 1995 für Der Durst der Stadt